# Lymanopoda lethe
Lymanopoda lethe är en fjärilsart som beskrevs av Butler 1866. Lymanopoda lethe ingår i släktet Lymanopoda och familjen praktfjärilar. Inga underarter finns listade i Catalogue of Life.